# 418220 Kestutis
418220 Kestutis este o planetă minoră (asteroid) din centura de asteroizi. A fost descoperită pe 3 februarie 2008 la Baldone⁠(d) de Kazimieras Černis⁠(d) și a fost numită după Kęstutis. 
Obiectul prezintă o orbită caracterizată de o semiaxă mare de 2,4195336825073 UAi, o excentricitate de 0,13, o înclinație de 2,9 ° în raport cu ecliptica.